# Josef F. Bille
Josef F. Bille (* 20. September 1944 in Neuenkirchen; † 1. Juli 2023 in Heidelberg; auch Josef Bille) war ein deutscher Physiker.

## Leben
Bille machte 1964 Abitur in Recklinghausen, danach studierte er Physik an der Universität Fridericiana Karlsruhe, 1970 folgten Diplom und Promotion. Von 1970 bis 1974 war er wissenschaftlicher Assistent am Institut für Angewandte Physik der Universität Fridericiana Karlsruhe, 1973 Habilitation. Von 1974 bis 1978 war er wissenschaftlicher Mitarbeiter bei der Hoechst AG in Frankfurt/Main.
1978 wurde Bille Ordinarius am Institut für Angewandte Physik, Fakultät für Physik und Astronomie der Ruprecht-Karls-Universität Heidelberg. Von 1986 bis 1991 war er Gastprofessor am Department of Ophthalmology der University of California in San Diego. Bis zu Emeritierung 2007 war er am Kirchhoff-Institut für Physik der Universität Heidelberg tätig.
Josef Bille war aktiv in der Grundlagenforschung mit Lasern. Er meldete fast 100 Patente an und erfand das LASIK-Verfahren, mit dem mit Laser Fehlsichtigkeiten operativ korrigiert werden. Zur Vermarktung seiner Erfindungen gründete er fünf Start-Up-Unternehmen in Heidelberg und den USA, mit heute rund 1000 Arbeitsplätzen und 300 Millionen Euro Jahresumsatz. Er wurde 1999 mit dem Deutschen Zukunftspreis und 2012 mit dem Europäischen Erfinderpreis der Europäischen Patentorganisation geehrt.